# Bugyn Dejid
Bugyn Dejid (* 1927) ist ein ehemaliger mongolischer Politiker der Mongolischen Revolutionären Volkspartei (MRVP) in der Mongolischen Volksrepublik.

## Leben
Bugyn Dejid absolvierte zwischen 1952 und 1957 ein Studium an der Mongolischen Staatsuniversität und war im Anschluss von 1957 bis 1960 Vize-Vorsitzender des Exekutivkomitees des Volks-Chural der Gobi-Altai-Aimag sowie daraufhin zwischen 1960 und 1963 Vize-Vorsitzender des Exekutivkomitees des Volks-Chural der Töw-Aimag, der Zentralprovinz der Mongolischen Volksrepublik. Nachdem er von 1963 bis 1966 Erster Sekretär des MRVP-Provinzkomitees der Töw-Aimag war, fungierte er zwischen 1966 und 1970 als Erster Sekretär des MRVP-Provinzkomitees der Bajan-Ölgii-Aimag. Zudem wurde er auf dem 15. Parteikongress 1966 Mitglied des Zentralkomitees (ZK) der Mongolischen Revolutionären Volkspartei (MRVP).
Anschließend war Bugyn Dejid von 1970 bis 1971 zunächst Erster Vize-Minister für öffentliche Sicherheit sowie anschließend als Generalleutnant zwischen 1971 und 1981 Minister für öffentliche Sicherheit. Zuletzt wurde er zum Generaloberst befördert und war auch Deputierter des Großen Volks-Chural, des Parlaments der Mongolischen Volksrepublik. Auf dem 18. Parteikongress 1981 wurde er auch Kandidat des Politbüros des ZK und fungierte zudem zwischen 1981 und 1986 als Vorsitzender der Parteikontrollkommission der MRVP. Auf dem 7. Plenum des ZK am 6. Dezember 1983 wurde er als Nachfolger des von allen Funktionen entbundenen Sampilyn Jalan-Aajav Mitglied des Politbüros des ZK, dem er bis März 1990 angehörte. Zudem war er nach dem 19. Parteikongress von 1986 bis März 1990 Sekretär des ZK der MRVP. In dieser Funktion nahm er auch am Vierzehnten Parteitag der Rumänischen Kommunistischen Partei PCR (20. bis 24. November 1989) teil und wurde dabei vom Generalsekretär der PCR Nicolae Ceaușescu empfangen. Nach seinem Machtverlust wurde er kurz darauf wegen „roher Verletzung der Parteidisziplin und des Ansehens der Partei“ aus der Partei ausgeschlossen.